# Jeroen Krabbé
Jeroen Aart Krabbé, ejtsd: [jəˈrun ˈaːrt krɑˈbeː], (Amszterdam, Hollandia, 1944. december 5.) holland színész, filmrendező, festőművész.

## Élete

### Származása, gyermekkora
Tehetséges amszterdami művészcsaládba született. Édesapja, Maarten Krabbé (1908–2005) és apai nagyapja, Hendrik Maarten Krabbé (1868–1931) jónevű festőművészek voltak. Édesanyja Margreet Reiss (1914–2002), zsidó származású műfordító, filmek szövegkönyveit fordította. Anyjának családja elpusztult a holokauszt során. Fivére Tim Krabbé író, sakkbajnok, féltestvére Mirko Krabbé képzőművész. 
Maga Jeroen is először egy amszterdami képzőművészeti iskolába jelentkezett, (a mai Gerrit Rietveld Academie elődjébe), de később inkább a színművészet felé orientálódott, és húszéves korára sikeresen elvégezte a Toneelschool Amsterdam színiiskolát.

### Színészi pályája

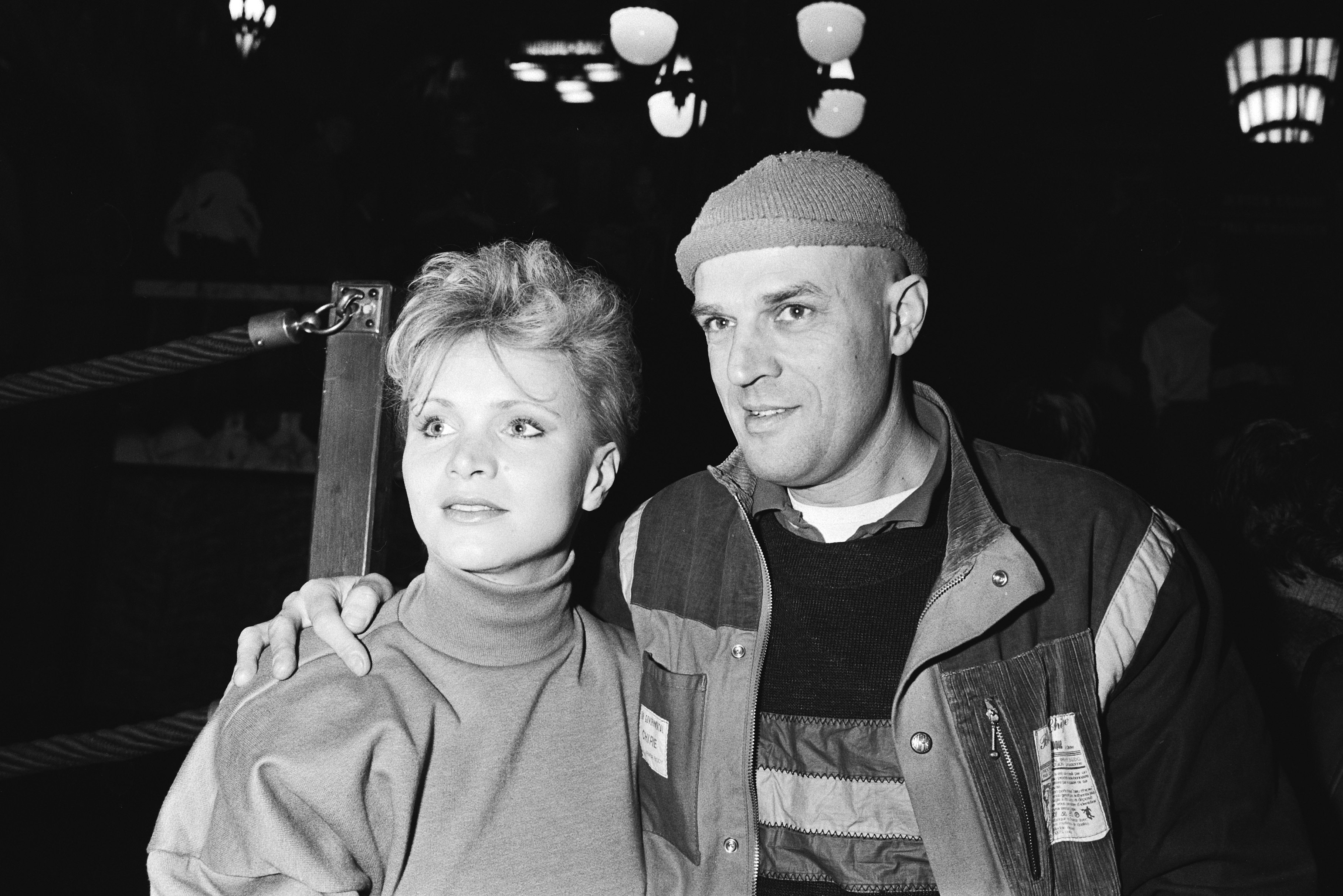
Renée Soutendijk holland színésznő és Krabbé A negyedik férfi c. film sajtóbemutatóján (1983)

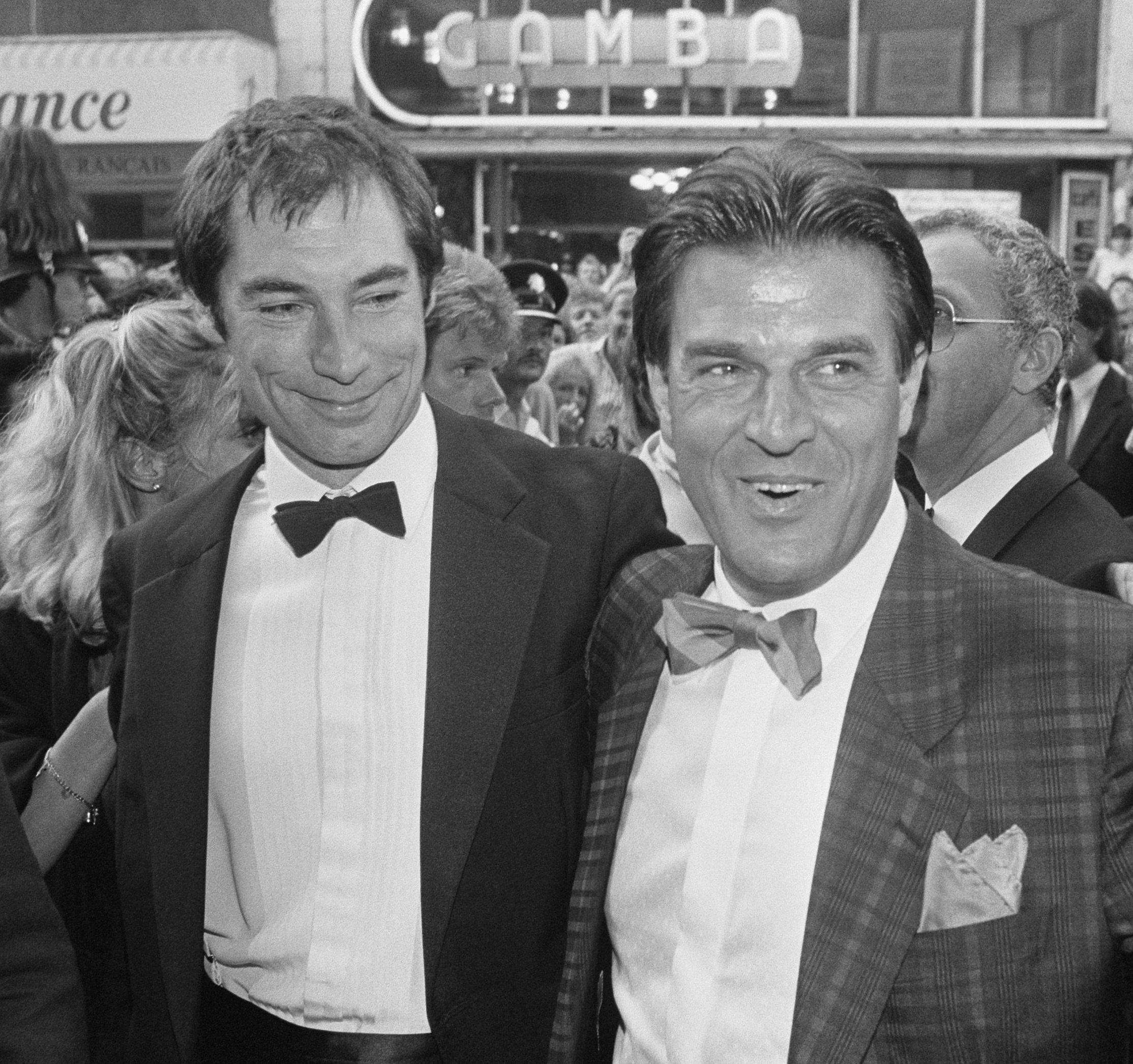
Timothy Dalton és Krabbé a Halálos rémületben c. James Bond-film premierjén (1987)

Krabbé először holland filmekben tűnt fel, első filmszerepét 1963-ban kapta Jef van der Heyden filmkomédiájában. 1972-ben bekerült a német televízió Tetthely c. bűnügyi sorozatának egyik epizódjába. Paul Verhoeven rendező filmjeiben szerzett ismertséget, 1977-ben a Futás az életért-ben, a vele egyidős Rutger Hauer mellett, majd 1983-ban a A negyedik férfi c. thrillerben, a pályakezdő Renée Soutendijk színésznő partnereként.
Amerikai filmekben is játszott, első ilyen sikerét Penny Marshall rendező Spiclik, sipirc c. kém-komédiájában aratta, Whoopi Goldberg mellett. Markáns arcvonásai és hatalmas termete (183 cm) révén sorban osztották rá keménykötésű és gonosz karakterek megformálását. Az 1980-as években több nemzetközi produkcióban játszott „főgonoszt”, így az 1986-os Nincs kegyelem című bűnügyi akciófilmben is, Richard Gere ellenlábasaként. John Glen rendező Halálos rémületben c. 1987-es James Bond-filmjében szovjet tábornokot játszott, az 1989-es A Büntető-ben Dolph Lundgren ellen, az 1993-as A szökevény c. kalandfilmben Harrison Ford és Tommy Lee Jones ellen dolgozó bűnözőt alakított. 1999-ben Roger Young rendező Jézus-filmjében ő maga volt a Sátán.
Számos nemzetközi produkcióban szerepelt, így 1987-ben a Miami Vice egyik epizódjában. Intellektuális karaktereket is kiválóan alakított, pl. Georg Friedrich Händel zeneszerzőt Gérard Corbiau rendező Farinelli-filmjében, vagy Anton Felix Schindlert a Halhatatlan kedves című Beethoven-filmben. A Die Entdeckung des Himmels c. német filmdrámának, mely Harry Mulisch regényéből készült, Krabbé nemcsak szereplője, hanem rendezője és producere is volt. A filmet 1998-ban, a 48. Berlini Nemzetközi Filmfesztiválon mutatták be. A következő évben, 1999-ben Krabbét meghívták a 49. Berlinale zsürijébe.
Krabbé viaszfigurája helyet kapott Madame Tussaud panoptikumának amszterdami részlegében.

### A festőművész
Színészi munkája mellett Krabbé festőművészként is dolgozik, főleg tájképeket fest, 2004-ben Schilder ([ejtsd: szkilder], „Festők”) címen kiadott egy festészetről szóló könyvet. Képeiből 2008-ban Zwolle városában kiállítást rendeztek. Amszterdami lakásának egy részét Krabbe műteremmé alakította, emellett Dalfsen községben házat vett, ahová időnként visszavonul, hogy nyugodt körülmények között dolgozhasson. Egyik tájképe szerepel a holland posta 1993-ban levélbélyegén.

### Magánélete
1964-ben vette feleségül Herma van Gemertet. Három fiuk született. A legidősebb Martijn Krabbé (*1968) rádiós és televíziós szerkesztő, műsorvezető, a második Jasper Krabbé (*1970) képzőművész lett, harmadik fiuk Jacob.

## Főbb filmszerepei
- 1963: Fietsen naar de maan; dekoratőr-tanuló
- 1972: Tetthely (Tatort) tévésorozat, Kressin und die Frau des Malers c. epizód; Henk
- 1975: Cyrano de Bergerac; Christian
- 1977: Futás az életért (Soldaat van Oranje); Guus LeJeune     --  Paul Verhoeven rendező
- 1983: A negyedik férfi (De vierde man); Gerard Reve
- 1984: Orániai Vilmos (Willem van Oranje), tévé-minisorozat, Orániai Vilmos
- 1985: Páncél mögött (Turtle Diary); a trehány Mr. Sandor
- 1986: Spiclik, sipirc (Jumpin’ Jack Flash); Mark Van Meter
- 1986: Nincs kegyelem (No Mercy); Losado
- 1987: Fedőneve: Táncos (Her Secret Life), tévéfilm; Malarin
- 1987: Miami Vice, tévésorozat, Heroes of the Revolution c. epizód; Klaus Herzog
- 1987: Halálos rémületben (The Living Daylights); Georgij Koszkov tábornok   (James Bond)
- 1988: Elválasztott világ (A World Apart); Gus Roth
- 1988: A szerelemhez idő kell (Crossing Delancey); Anton Maes
- 1989: Botrány (Scandal); Eugene Ivanov
- 1989: A Büntető (The Punisher); Gianni Franco
- 1990: Kémek családja (Family of Spies), tévéfilm; Boris One
- 1990: A titkos fegyver (Secret Weapon); tévéfilm; Asher
- 1991: Robin Hood; Roger Daguerre báró
- 1991: Szívós fúvós (Till There Was You); Robert „Viv” Vivaldi
- 1991: Kafka; Bizzlebek      rend Steven Soderbergh
- 1991: Hullámok hercege (The Prince of Tides); Herbert Woodruff
- 1992: Egy elveszett katonáért (Voor een verloren soldaat); Jeroen Boman
- 1992: Sztálin (Stalin), tévéfilm; Buharin
- 1993: A hegyek ura (King of the Hill); Mr. Kurlander
- 1993: Az ifjú Indiana Jones kalandjai (The Young Indiana Jones Chronicles); tévésorozat; Mr Brockdorff
- 1993: A szökevény (The Fugitive); Dr. Charles Nichols
- 1994: Farinelli, a kasztrált (Farinelli); Georg Friedrich Händel
- 1994: Halhatatlan kedves (Immortal Beloved); Anton Felix Schindler
- 1996: Garcia Lorca eltűnése (The Disappearance of Garcia Lorca); Aguirre ezredes
- 1997: Odüsszeusz / Odüsszeia (The Odyssey); Alkinoosz király
- 1997: Üzleti örömök (Business for Pleasure), tévéfilm; Alexander Schutter
- 1998: A törvény terhe (Left Luggage); Mr. Kalman
- 1998: A velencei kurtizán (Dangerous Beauty); Pietro Venier
- 1998: Tiltott szerelem (Only Love), tévéfilm; François
- 1998: Örökkön-örökké (Ever After – A Cinderella Story); Auguste de Barbarac
- 1999: Az eszményi férj (An Ideal Husband); Arnheim báró
- 1999: Jézus (Jesus); a Sátán
- 2000: Ránk szakad az ég (Il cielo cade); Wilhelm
- 2001: The Discovery of Heaven; Gábriel
- 2002: A köd mögött (Fogbound); Dr. Duff
- 2004: Ocean’s Twelve – Eggyel nő a tét (Ocean’s Twelve); van der Woude
- 2005: Képernyőn kívül (Off Screen); Gerard Wesselinck
- 2005: Tök alsó 2. – Európai turné (Deuce Bigalow: European Gigolo); Gaspar Voorsboch
- 2006: Dalziel és Pascoe nyomoz (Dalziel and Pascoe), tévésorozat; Wim de Kuiper detektív-főfelügyelő
- 2008: Kisvárosi gyilkosságok (Midsomer Murders), tévésorozat, Szólítsd a halottakat c. epizód; Cyrus LeVanu
- 2008: A szállító 3. (Transporter 3); Leonyid Vasziljev
- 2009: Albert Schweitzer – Egy élet Afrikáért (Albert Schweitzer); Albert Schweitzer
- 2019: A Liefhebber család (De liefhebbers); Jan

## További információ
- Jeroen Krabbé a PORT.hu-n (magyarul)
- Jeroen Krabbé az Internetes Szinkronadatbázisban (magyarul)
- Jeroen Krabbé az Internet Movie Database-ben (angolul)
- Jeroen Krabbé a Rotten Tomatoeson (angolul)
- Jeroen Krabbé az AlloCiné weboldalán (franciául)
- Jeroen Krabbé Profile. Famousfix.com. (Hozzáférés: 2023. január 18.)